# I Took Up the Runes
I Took Up the Runes è un album in studio del sassofonista norvegese Jan Garbarek, pubblicato nel 1990.

## Tracce
Musiche di Jan Garbarek eccetto dove indicato.

1. Gula Gula (Mari Boine) – 5:55
2. Molde Canticle: Part 1 – 5:13
3. Molde Canticle: Part 2 – 5:43
4. Molde Canticle: Part 3 – 9:54
5. Molde Canticle: Part 4 – 5:10
6. Molde Canticle: part 5 – 6:06
7. His Eyes Were Suns (tradizionale) – 6:04
8. I Took Up the Runes – 5:24
9. Buena hora, buenos vientos – 8:51
10. Rahkki Sruvvis (Ingor Ánte Áilo Gaup) – 2:26

## Formazione
- Jan Garbarek – sassofono tenore, sassofono soprano
- Rainer Brüninghaus – piano
- Eberhard Weber – basso
- Nana Vasconcelos – percussioni
- Manu Katché – batteria
- Bugge Wesseltoft – sintetizzatore
- Ingor Ánte Áilo Gaup – voce